# Jining (Shandong)
Jining (kinesisk skrift: 济宁 ; pinyin : Jǐníng) er en by på præfekturniveau i provinsen Shandong i den nordøstlige del af Kina. Præfekturet har et areal på 11,286 km² og en befolkning på 
8.190.000 mennesker (2007).
Jining ligger i et kulrigt område og er derfor præget både af minedrift og elektricitetsværker. Jining har også meget andet industri, som tekstilindustri, medicinsk industri, vinproduktion, naturgødning og cementindustri. Huaneng Jining kulkraftværk, Shidongkou-1 kulkraftværk og Shidongkou-2 kulkraftværk ligger her.
I nærheden er Weishansøen som er Shandongs største sø med rig akvakultur. Jining er i dag (2007) den nordligste by som stadig kan nås på Kejserkanalen.
I præfekturet Jining ligger Qufu, fødested til Konfucius, og Zoucheng, som var hjemby for Mencius.

## Administrative enheder
Administrativt består Jining af to bydistrikter, syv amter og tre byamter:
- Bydistriktet Shizhong (市中区), 39 km², 420.000 indbyggere, administratiomscenter;
- Bydistriktet Rencheng (任城区), 881 km², 630.000 indbyggere;
- Amtet Weishan (微山县), 1.780 km², 690.000 indbyggere;
- Amtet Yutai (鱼台县), 654 km², 450.000 indbyggere;
- Amtet Jinxiang (金乡县), 885 km², 610.000 indbyggere;
- Amtet Jiaxiang (嘉祥县), 973 km², 780.000 indbyggere;
- Amtet Wenshang (汶上县), 877 km², 730.000 indbyggere;
- Amtet Sishui (泗水县), 1.070 km², 600.000 indbyggere;
- Amtet Liangshan (梁山县), 963 km², 720.000 indbyggere;
- Byamtet Qufu (曲阜市), 896 km², 640.000 indbyggere;
- Byamtet Yanzhou (兖州市), 648 km², 600.000 indbyggere;
- Byamtet Zoucheng (邹城市), 1.619 km², 1,12 mill. indbyggere.

## Trafik
Jining er et af Shandongprovinsens vigtigste jernbaneknudepunkter, og har en flyveplads med forbindelser til de fleste kinesiske hovedbyer. 

### Vej
Kinas rigsvej 105 løber gennem bypræfekturet og selve byen Jining. Den begynder i Beijing, løber mod syd og ender ved kysten i Zhuhai i provinsen Guangdong. Den passerer større byer som Tianjin, Dezhou, Shangqiu, Jiujiang, Nanchang og Guangzhou.
Kinas rigsvej 327 løber gennem området. Den fører Heze i Shandong til Lianyungang i Jiangsu.
35°24′N 116°34′Ø / 35.400°N 116.567°Ø